# Ньїве-Маас
Ньїве-Маас (нід. Nieuwe Maas, МФА: [ˈniwə ˈmaːs], «Новий Маас») — річка в Нідерландах, рукав у дельті Рейну і Маасу. 
Загальна довжина становить 24 км.
Починається від села Кіндердейк, де зливаються річки Норд і Лек, і тече на захід крізь Роттердам. На захід від Роттердама, в районі міста Влардінген Ньїве-Маас зливається з річкою Ауде-Маас, утворюючи річку Схер.